# Heterohelicidae
Heterohelicidae es una familia de foraminíferos planctónicos de la superfamilia Heterohelicoidea, del suborden Globigerinina y del orden Globigerinida. Su rango cronoestratigráfico abarca desde el Albiense (Cretácico inferior) hasta la Paleoceno.

## Discusión
Clasificaciones posteriores han incluido Heterohelicidae en el orden Heterohelicida.

## Clasificación
Heterohelicidae incluye a los siguientes géneros:
- Subfamilia Heterohelicinae †
  - Fleisherites †
  - Heterohelix †
  - Laeviheterohelix †
  - Lunatriella †
  - Paraspiroplecta †
  - Planoglobulina †
  - Platystaphyla †
  - Pseudoplanoglobulina †
  - Pseudotextularia †
  - Racemiguembelina †
  - Steineckia †
  - Striataella †
  - Ventilabrella †
  - Zeauvigerina †, también considerado en la familia Loxostomatidae
- Subfamilia Gublerininae †
  - Bifarina †
  - Gublerina †
  - Rectoguembelina †
  - Sigalia †
- Subfamilia Pseudoguembelininae †
  - Pseudoguembelina †

Otros géneros considerados en Heterohelicidae son:
- Bronnibrownia † de la subfamilia Heterohelicinae, aceptado como Pseudotextularia
- Bronnimannella † de la subfamilia Heterohelicinae, aceptado como Pseudotextularia
- Eoheterohelix † de la subfamilia Heterohelicinae
- Globoheterohelix † de la subfamilia Heterohelicinae
- Guembelina † de la subfamilia Heterohelicinae, considerado sinónimo posterior de Spiroplecta, y este a su vez de Heterohelix
- Gümbelia † de la subfamilia Heterohelicinae, aceptado como Guembelina
- Parasigalia † de la subfamilia Heterohelicinae
- Platystaphyla † de la subfamilia Heterohelicinae, aceptado como Planoglobulina
- Praegublerina † de la subfamilia Heterohelicinae
- Protoheterohelix † de la subfamilia Heterohelicinae
- Planoheterohelix † de la subfamilia Heterohelicinae
- Huberella † de la subfamilia Pseudoguembelininae
- Neoguembelina † de la subfamilia Gublerininae, aceptado como Bifarina
- Otostomum † de la subfamilia Gublerininae, considerado sinónimo posterior de Bifarina
- Spiroplecta † de la subfamilia Heterohelicinae, considerado sinónimo de Heterohelix
- Striataella † de la subfamilia Heterohelicinae, considerado sinónimo de Heterohelix
- Tectoglobigerina † de la subfamilia Heterohelicinae
- Tesseraella † de la subfamilia Heterohelicinae, considerado sinónimo posterior de Spiroplecta, y este a su vez de Heterohelix
- Tubitextularia † de la subfamilia Gublerininae, aceptado como Bifarina

Otros géneros de Heterohelicidae no asignados a ninguna subfamilia son:
- Braunella †
- Hendersonia †, sustituido por Hendersonites
- Hendersonites †
- Lipsonia †